# Andrzej Sroka

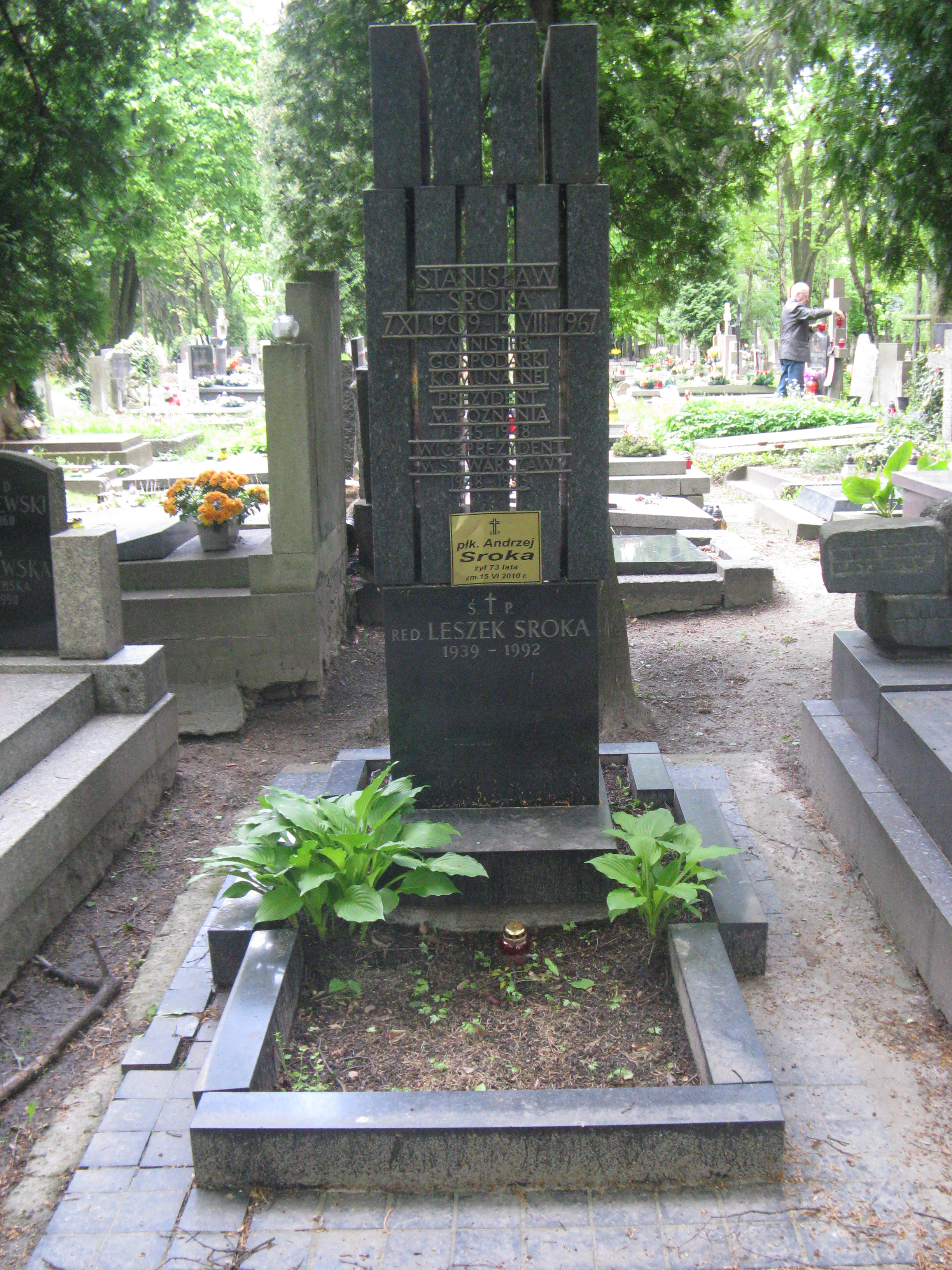
Grób Andrzeja Sroki na Wojskowych Powązkach w Warszawie

Andrzej Sroka (ur. 12 września 1937 w Kaliszu, zm. 15 czerwca 2010 w Warszawie) – pułkownik służby bezpieczeństwa, kierownik Grupy Operacyjnej „Wisła” MSW w Moskwie, funkcjonariusz UOP.

## Życiorys
Syn Stanisława i Marii. Funkcjonariusz resortu spraw wewnętrznych, pełnił m.in. funkcje milicjanta KDMO Poznań Stare Miasto (1957–1958), referenta, oficera operacyjnego KW MO w Poznaniu (1958–1961), słuchacza Szkoły Oficerskiej Centrum Wyszkolenia MSW w Legionowie (1961–1962), wykładowcy prawa i kryminalistyki tamże (1962–1964), zastępcy starszego oficera, zastępcy naczelnika, naczelnika wydziału, zastępcy dyrektora, dyrektora Departamentu II, kontrwywiadu MSW (1964–1990).
W okresie 1 grudnia 1980 – 30 czerwca 1986 był kierownikiem Grupy Operacyjnej „Wisła” w Moskwie, przebywając na etacie niejawnym zastępcy dyrektora Departamentu II MSW, pod przykryciem zajmowania stanowiska radcy Ambasady PRL w Moskwie.
Pełnił też funkcję dyrektora Zarządu II Kontrwywiadu UOP (1990).
Pochowany na cmentarzu Powązki Wojskowe w Warszawie w Alei Zasłużonych (kwatera A23-tuje-14).